# Symphysa amoenalis
Symphysa amoenalis là một loài bướm đêm trong họ Crambidae.